# 2014-es Formula–1 maláj nagydíj
A maláj nagydíj volt a 2014-es Formula–1 világbajnokság második futama, amelyet 2014. március 28. és március 30. között rendeztek meg a malajziai Sepang International Circuiten, Kuala Lumpurban.

## Szabadedzések

### Első szabadedzés
A maláj nagydíj első szabadedzését március 28-án, pénteken délelőtt tartották.
| helyezés | versenyző         | csapat/motor         | elért idő  | különbség | futott kör |
| -------- | ----------------- | -------------------- | ---------- | --------- | ---------- |
| 1        | Lewis Hamilton    | Mercedes             | 1:40,691   | −         | 19         |
| 2        | Kimi Räikkönen    | Ferrari              | 1:40,843   | +0,152    | 20         |
| 3        | Nico Rosberg      | Mercedes             | 1:41,028   | +0,337    | 19         |
| 4        | Jenson Button     | McLaren-Mercedes     | 1:41,111   | +0,420    | 20         |
| 5        | Kevin Magnussen   | McLaren-Mercedes     | 1:41,274   | +0,583    | 18         |
| 6        | Jean-Éric Vergne  | Toro Rosso-Renault   | 1:41,402   | +0,711    | 15         |
| 7        | Sebastian Vettel  | Red Bull-Renault     | 1:41,523   | +0,832    | 9          |
| 8        | Nico Hülkenberg   | Force India-Mercedes | 1:41,642   | +0,951    | 19         |
| 9        | Felipe Massa      | Williams-Mercedes    | 1:41,686   | +0,995    | 23         |
| 10       | Valtteri Bottas   | Williams-Mercedes    | 1:41,830   | +1,139    | 22         |
| 11       | Fernando Alonso   | Ferrari              | 1:41,923   | +1,232    | 14         |
| 12       | Daniel Ricciardo  | Red Bull-Renault     | 1:42,117   | +1,426    | 20         |
| 13       | Adrian Sutil      | Sauber-Ferrari       | 1:42,365   | +1,674    | 21         |
| 14       | Danyiil Kvjat     | Toro Rosso-Renault   | 1:42,869   | +2,178    | 21         |
| 15       | Esteban Gutiérrez | Sauber-Ferrari       | 1:42,904   | +2,213    | 23         |
| 16       | Jules Bianchi     | Marussia-Ferrari     | 1:43,825   | +3,134    | 18         |
| 17       | Marcus Ericsson   | Caterham-Renault     | 1:45,775   | +5,084    | 24         |
| 18       | Max Chilton       | Marussia-Ferrari     | 1:46,911   | +6,220    | 10         |
| 19       | Kobajasi Kamui    | Caterham-Renault     | 1:51,180   | +10,489   | 5          |
| 20       | Sergio Pérez      | Force India-Mercedes | idő nélkül |           | 2          |
| 21       | Pastor Maldonado  | Lotus-Renault        | idő nélkül |           | 2          |
| 22       | Romain Grosjean   | Lotus-Renault        | idő nélkül |           | 4          |

### Második szabadedzés
A maláj nagydíj második szabadedzését március 28-án, pénteken délután futották.
| helyezés | versenyző         | csapat/motor         | elért idő  | különbség | futott kör |
| -------- | ----------------- | -------------------- | ---------- | --------- | ---------- |
| 1        | Nico Rosberg      | Mercedes             | 1:39,909   | −         | 30         |
| 2        | Kimi Räikkönen    | Ferrari              | 1:39,944   | +0,035    | 30         |
| 3        | Sebastian Vettel  | Red Bull-Renault     | 1:39,970   | +0,061    | 30         |
| 4        | Lewis Hamilton    | Mercedes             | 1:40,051   | +0,142    | 32         |
| 5        | Fernando Alonso   | Ferrari              | 1:40,103   | +0,194    | 29         |
| 6        | Felipe Massa      | Williams-Mercedes    | 1:40,112   | +0,203    | 34         |
| 7        | Daniel Ricciardo  | Red Bull-Renault     | 1:40,276   | +0,367    | 29         |
| 8        | Jenson Button     | McLaren-Mercedes     | 1:40,628   | +0,719    | 28         |
| 9        | Valtteri Bottas   | Williams-Mercedes    | 1:40,638   | +0,729    | 35         |
| 10       | Nico Hülkenberg   | Force India-Mercedes | 1:40,691   | +0,782    | 34         |
| 11       | Jean-Éric Vergne  | Toro Rosso-Renault   | 1:40,777   | +0,868    | 33         |
| 12       | Kevin Magnussen   | McLaren-Mercedes     | 1:41,014   | +1,105    | 20         |
| 13       | Adrian Sutil      | Sauber-Ferrari       | 1:41,257   | +1,348    | 28         |
| 14       | Danyiil Kvjat     | Toro Rosso-Renault   | 1:41,325   | +1,416    | 32         |
| 15       | Esteban Gutiérrez | Sauber-Ferrari       | 1:41,407   | +1,498    | 34         |
| 16       | Sergio Pérez      | Force India-Mercedes | 1:41,671   | +1,762    | 25         |
| 17       | Romain Grosjean   | Lotus-Renault        | 1:42,531   | +2,622    | 14         |
| 18       | Max Chilton       | Marussia-Ferrari     | 1:43,638   | +3,729    | 20         |
| 19       | Jules Bianchi     | Marussia-Ferrari     | 1:43,752   | +3,843    | 29         |
| 20       | Marcus Ericsson   | Caterham-Renault     | 1:45,703   | +5,794    | 31         |
| 21       | Kobajasi Kamui    | Caterham-Renault     | idő nélkül |           | 0          |
| 22       | Pastor Maldonado  | Lotus-Renault        | idő nélkül |           | 0          |

### Harmadik szabadedzés
A maláj nagydíj harmadik szabadedzését március 29-én, szombaton délelőtt tartották.
| helyezés | versenyző         | csapat/motor         | elért idő  | különbség | futott kör |
| -------- | ----------------- | -------------------- | ---------- | --------- | ---------- |
| 1        | Nico Rosberg      | Mercedes             | 1:39,008   | −         | 13         |
| 2        | Lewis Hamilton    | Mercedes             | 1:39,240   | +0,232    | 13         |
| 3        | Kimi Räikkönen    | Ferrari              | 1:40,156   | +1,148    | 13         |
| 4        | Sebastian Vettel  | Red Bull-Renault     | 1:40,387   | +1,379    | 14         |
| 5        | Nico Hülkenberg   | Force India-Mercedes | 1:40,523   | +1,515    | 15         |
| 6        | Daniel Ricciardo  | Red Bull-Renault     | 1:40,686   | +1,678    | 14         |
| 7        | Fernando Alonso   | Ferrari              | 1:40,736   | +1,728    | 14         |
| 8        | Felipe Massa      | Williams-Mercedes    | 1:40,781   | +1,773    | 20         |
| 9        | Valtteri Bottas   | Williams-Mercedes    | 1:40,891   | +1,883    | 20         |
| 10       | Sergio Pérez      | Force India-Mercedes | 1:41,029   | +2,021    | 15         |
| 11       | Danyiil Kvjat     | Toro Rosso-Renault   | 1:41,182   | +2,174    | 18         |
| 12       | Jean-Éric Vergne  | Toro Rosso-Renault   | 1:41,441   | +2,433    | 18         |
| 13       | Adrian Sutil      | Sauber-Ferrari       | 1:41,552   | +2,544    | 15         |
| 14       | Esteban Gutiérrez | Sauber-Ferrari       | 1:42,041   | +3,033    | 17         |
| 15       | Romain Grosjean   | Lotus-Renault        | 1:42,749   | +3,741    | 16         |
| 16       | Pastor Maldonado  | Lotus-Renault        | 1:43,539   | +4,531    | 20         |
| 17       | Max Chilton       | Marussia-Ferrari     | 1:43,977   | +4,969    | 16         |
| 18       | Jules Bianchi     | Marussia-Ferrari     | 1:44,170   | +5,162    | 18         |
| 19       | Marcus Ericsson   | Caterham-Renault     | 1:44,457   | +5,449    | 12         |
| 20       | Kobajasi Kamui    | Caterham-Renault     | 1:46,015   | +7,007    | 7          |
| 21       | Jenson Button     | McLaren-Mercedes     | 2:05,555   | +26,547   | 4          |
| 22       | Kevin Magnussen   | McLaren-Mercedes     | idő nélkül |           | 5          |

## Időmérő edzés
A maláj nagydíj időmérő edzését március 29-én, szombaton futották. Az edzés 50 perc késéssel kezdődött meg (háromszor 15 + 5 perc csúszás), a heves trópusi esőzések miatt. A Q1 végén Ericsson összetörte az autóját, ezért piros zászló lépett érvénybe, és az első etapot már nem is kezdték újra, mivel mindössze 35 másodperc maradt hátra. A Q2-ben Alonso és Kvjat koccanása váltott ki  piros zászlót, ám ekkor folytatni tudták az edzést. Az időmérő során végig esett az eső.
| helyezés              | rajtszám | versenyző         | csapat/motor         | 1. rész  | 2. rész  | 3. rész  | rajthely | futott kör |
| --------------------- | -------- | ----------------- | -------------------- | -------- | -------- | -------- | -------- | ---------- |
| 1                     | 44       | Lewis Hamilton    | Mercedes             | 1:57,202 | 1:59,041 | 1:59,431 | 1        | 22         |
| 2                     | 1        | Sebastian Vettel  | Red Bull-Renault     | 1:57,654 | 1:59,399 | 1:59,486 | 2        | 20         |
| 3                     | 6        | Nico Rosberg      | Mercedes             | 1:57,183 | 1:59,445 | 2:00,050 | 3        | 23         |
| 4                     | 14       | Fernando Alonso   | Ferrari              | 1:58,889 | 2:01,356 | 2:00,175 | 4        | 22         |
| 5                     | 3        | Daniel Ricciardo  | Red Bull-Renault     | 1:58,913 | 2:00,147 | 2:00,541 | 5        | 20         |
| 6                     | 7        | Kimi Räikkönen    | Ferrari              | 1:59,257 | 2:01,532 | 2:01,218 | 6        | 21         |
| 7                     | 27       | Nico Hülkenberg   | Force India-Mercedes | 1:58,883 | 2:00,839 | 2:01,712 | 7        | 23         |
| 8                     | 20       | Kevin Magnussen   | McLaren-Mercedes     | 2:00,358 | 2:02,094 | 2:02,213 | 8        | 20         |
| 9                     | 25       | Jean-Éric Vergne  | Toro Rosso-Renault   | 2:01,689 | 2:02,096 | 2:03,078 | 9        | 23         |
| 10                    | 22       | Jenson Button     | McLaren-Mercedes     | 2:00,889 | 2:01,810 | 2:04,053 | 10       | 22         |
| 11                    | 26       | Danyiil Kvjat     | Toro Rosso-Renault   | 2:01,175 | 2:02,351 |          | 11       | 16         |
| 12                    | 21       | Esteban Gutiérrez | Sauber-Ferrari       | 2:01,134 | 2:02,369 |          | 12       | 16         |
| 13                    | 19       | Felipe Massa      | Williams-Mercedes    | 2:00,047 | 2:02,460 |          | 13       | 16         |
| 14                    | 11       | Sergio Pérez      | Force India-Mercedes | 2:00,076 | 2:02,511 |          | 14       | 15         |
| 15                    | 77       | Valtteri Bottas   | Williams-Mercedes    | 1:59,709 | 2:02,756 |          | 18[1]    | 17         |
| 16                    | 8        | Romain Grosjean   | Lotus-Renault        | 2:00,202 | 2:02,885 |          | 15       | 17         |
| 17                    | 13       | Pastor Maldonado  | Lotus-Renault        | 2:02,074 |          |          | 16       | 8          |
| 18                    | 99       | Adrian Sutil      | Sauber-Ferrari       | 2:02,131 |          |          | 17       | 7          |
| 19                    | 17       | Jules Bianchi     | Marussia-Ferrari     | 2:02,702 |          |          | 19       | 8          |
| 20                    | 10       | Kobajasi Kamui    | Caterham-Renault     | 2:03,595 |          |          | 20       | 8          |
| 21                    | 4        | Max Chilton       | Marussia-Ferrari     | 2:04,388 |          |          | 21       | 8          |
| 22                    | 9        | Marcus Ericsson   | Caterham-Renault     | 2:04,407 |          |          | 22       | 7          |
| 107%-os idő: 2:05,385 |          |                   |                      |          |          |          |          |            |

Megjegyzés:
- ↑ 1:  – Valtteri Bottas három rajthelyes büntetést kapott Daniel Ricciardo feltartásáért.[2]

## Futam
A maláj nagydíj futama március 30-án, vasárnap rajtolt.
| helyezés | rajtszám | versenyző         | csapat/motor         | futott kör | idő/kiesés oka   | rajthely | pont |
| -------- | -------- | ----------------- | -------------------- | ---------- | ---------------- | -------- | ---- |
| 1        | 44       | Lewis Hamilton    | Mercedes             | 56         | 1:40:25,974      | 1        | 25   |
| 2        | 6        | Nico Rosberg      | Mercedes             | 56         | +17,313          | 3        | 18   |
| 3        | 1        | Sebastian Vettel  | Red Bull-Renault     | 56         | +24,534          | 2        | 15   |
| 4        | 14       | Fernando Alonso   | Ferrari              | 56         | +35,992          | 4        | 12   |
| 5        | 27       | Nico Hülkenberg   | Force India-Mercedes | 56         | +47,199          | 7        | 10   |
| 6        | 22       | Jenson Button     | McLaren-Mercedes     | 56         | +1:23,691        | 10       | 8    |
| 7        | 19       | Felipe Massa      | Williams-Mercedes    | 56         | +1:25,076        | 13       | 6    |
| 8        | 77       | Valtteri Bottas   | Williams-Mercedes    | 56         | +1:25,537        | 18       | 4    |
| 9        | 20       | Kevin Magnussen   | McLaren-Mercedes     | 55         | +1 kör           | 8        | 2    |
| 10       | 26       | Danyiil Kvjat     | Toro Rosso-Renault   | 55         | +1 kör           | 11       | 1    |
| 11       | 8        | Romain Grosjean   | Lotus-Renault        | 55         | +1 kör           | 15       |      |
| 12       | 7        | Kimi Räikkönen    | Ferrari              | 55         | +1 kör           | 6        |      |
| 13       | 10       | Kobajasi Kamui    | Caterham-Renault     | 55         | +1 kör           | 20       |      |
| 14       | 9        | Marcus Ericsson   | Caterham-Renault     | 54         | +2 kör           | 22       |      |
| 15       | 4        | Max Chilton       | Marussia-Ferrari     | 54         | +2 kör           | 21       |      |
| ki       | 3        | Daniel Ricciardo  | Red Bull-Renault     | 49         | kiállt           | 5        |      |
| ki       | 21       | Esteban Gutiérrez | Sauber-Ferrari       | 35         | sebességváltó    | 12       |      |
| ki       | 99       | Adrian Sutil      | Sauber-Ferrari       | 32         | erőforrás        | 17       |      |
| ki       | 25       | Jean-Éric Vergne  | Toro Rosso-Renault   | 18         | turbó            | 9        |      |
| ki       | 17       | Jules Bianchi     | Marussia-Ferrari     | 8          | baleseti sérülés | 19       |      |
| ki       | 13       | Pastor Maldonado  | Lotus-Renault        | 7          | baleseti sérülés | 16       |      |
| ni       | 11       | Sergio Pérez      | Force India-Mercedes | 0          | sebességváltó    | 14       |      |

## A világbajnokság állása a verseny után
| H   | Versenyzők       | Pont | H   | Konstruktőrök        | Pont |
| --- | ---------------- | ---- | --- | -------------------- | ---- |
| 1.  | Nico Rosberg     | 43   | 1.  | Mercedes             | 68   |
| 2.  | Lewis Hamilton   | 25   | 2.  | McLaren-Mercedes     | 43   |
| 3.  | Fernando Alonso  | 24   | 3.  | Ferrari              | 30   |
| 4.  | Jenson Button    | 23   | 4.  | Williams-Mercedes    | 20   |
| 5.  | Kevin Magnussen  | 20   | 5.  | Force India-Mercedes | 19   |
| 6.  | Nico Hülkenberg  | 18   | 6.  | Red Bull-Renault     | 15   |
| 7.  | Sebastian Vettel | 15   | 7.  | Toro Rosso-Renault   | 7    |
| 8.  | Valtteri Bottas  | 14   | 8.  | Sauber-Ferrari       | 0    |
| 9.  | Kimi Räikkönen   | 6    | 9.  | Lotus-Renault        | 0    |
| 10. | Felipe Massa     | 6    | 10. | Caterham-Renault     | 0    |

(A teljes táblázat)

## Statisztikák
- Vezető helyen:
  - Lewis Hamilton: 56 kör (1-56)
- Lewis Hamilton 23. győzelme, 33. pole-pozíciója, 14. leggyorsabb köre és 1. Grand Slam-je.
- A Mercedes 15. győzelme.
- Lewis Hamilton 55., Nico Rosberg 13., Sebastian Vettel 63. dobogós helyezése.